# 訃報 1973年5月
訃報 1973年5月（ふほう 1973ねん5がつ）では、1973年（昭和48年）5月中に物故した、又は物故が報じられた人物についてまとめる。

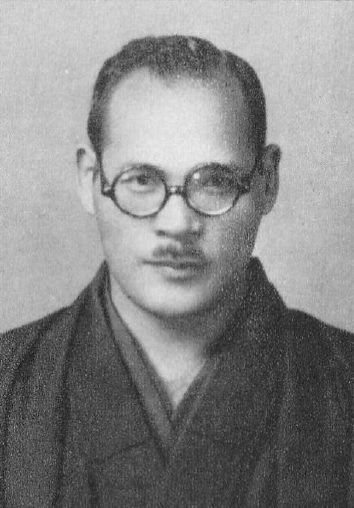
古沢勘兵衛 / 5月2日没

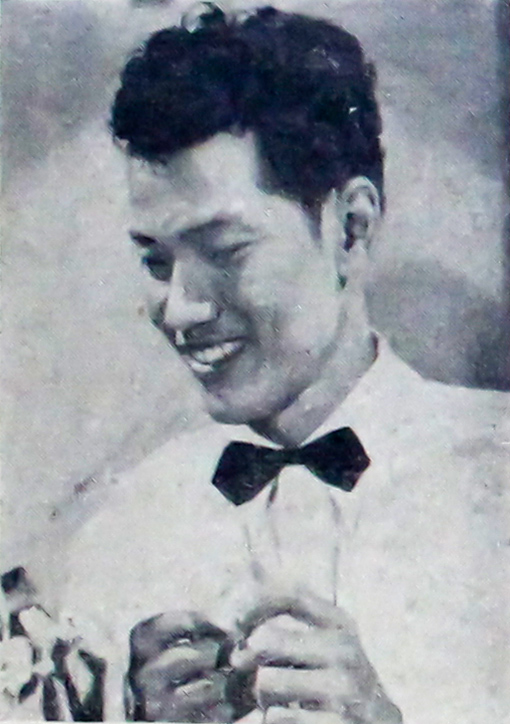
P・ラムリー / 5月29日没

## （1日 - 15日）
- 5月2日 - 古沢勘兵衛、柔道家（* 1902年）
- 5月2日 - 赤間文三、政治家・元大阪府知事（* 1889年）
- 5月2日 - 関鑑子、声楽家（* 1899年）
- 5月3日 - 深尾茂、実業家（* 1909年）
- 5月3日 - 島田芳文、作詞家（* 1898年）
- 5月4日 - 高津春繁、言語学者（* 1908年）
- 5月6日 - 出口宇知麿、宗教家（* 1903年）
- 5月6日 - 津島文治、衆議院議員・参議院議員（* 1898年）
- 5月6日 - 五ツ嶋奈良男、元大相撲力士（* 1912年）
- 5月7日 - 南弥右衛門、農民・カリフォルニア移民（* 1879年）
- 5月10日 - 若杉末雪、実業家（* 1903年）
- 5月11日 - 美土路昌一、ジャーナリスト・実業家（* 1886年）
- 5月12日 - 戸塚睦夫、コメディアン、元てんぷくトリオ（* 1931年）
- 5月13日 - 四方博、経済学者（* 1900年）

## （16日 - 31日）
- 5月20日 - ヤーノ・サーリネン、オートバイレーサー（* 1945年）
- 5月21日 - 簡牛凡夫、政治家（* 1894年）
- 5月21日 - 松本清、実業家・元松戸市長（* 1909年）
- 5月21日 - 大辻伺郎、俳優（* 1935年）
- 5月23日 - 大谷瑩潤、浄土真宗の僧・真宗大谷派連枝（* 1890年）
- 5月25日 - 高橋勇雄、政治家・実業家（* 1910年）
- 5月26日 - 下川凹天、漫画家（* 1892年）
- 5月28日 - ハンス・シュミット＝イッセルシュテット、指揮者（* 1900年）
- 5月28日 - 若水ヤエ子、女優・コメディアン（* 1927年）
- 5月29日 - 伊藤忠兵衛 (二代)、実業家・伊藤忠財閥の2代目当主（* 1886年）
- 5月29日 - P・ラムリー、マレーシアのシンガーソングライター、俳優（* 1929年）
- 5月30日 - 大和英成、地理学者（* 1919年）